# Antanimenabaka
Antanimenabaka is een plaats en commune in het oosten van Madagaskar, behorend tot het district Andilamena, dat gelegen is in de regio Alaotra-Mangoro. Tijdens een volkstelling in 2001 telde de plaats 14.826 inwoners.
De plaats biedt naast lager onderwijs ook middelbaar onderwijs aan. 75 % van de bevolking werkt als landbouwer en 20 % houdt zich bezig met veeteelt. Het belangrijkste landbouwproduct is rijst; andere belangrijke producten zijn pinda's, bonen, mais en maniok. Verder is 5% actief in de dienstensector.